# Sphenomorphus tritaeniatus
Sphenomorphus tritaeniatus este o specie de șopârle din genul Sphenomorphus, familia Scincidae, descrisă de Bourret 1937. Conform Catalogue of Life specia Sphenomorphus tritaeniatus nu are subspecii cunoscute.